# Turniej Nordycki 2008
Turniej Nordycki 2008 to 12. edycja Turnieju Nordyckiego (Skandynawskiego) w historii skoków narciarskich.
Zawody turnieju miały zostać rozegrane na czterech różnych skoczniach – w Lahti, Kuopio, Lillehammer i Oslo. Z powodu niekorzystnych warunków atmosferycznych odwołano jednak konkurs w Lahti. Zamiast niego rozegrano dodatkowe zawody w Kuopio.

## Zwycięzcy konkursów
| Lp | Data         | Miejsce     | 1. miejsce            | 2. miejsce            | 3. miejsce          |
| -- | ------------ | ----------- | --------------------- | --------------------- | ------------------- |
| 1. | 3 marca 2008 | Kuopio      | Janne Happonen        | Gregor Schlierenzauer | Anders Jacobsen     |
| 2. | 4 marca 2008 | Kuopio      | Janne Ahonen          | Anders Bardal         | Tom Hilde           |
| 3. | 7 marca 2008 | Lillehammer | Gregor Schlierenzauer | Andreas Küttel        | Janne Happonen      |
| 4. | 9 marca 2008 | Oslo        | Gregor Schlierenzauer | Tom Hilde             | Bjørn Einar Romøren |

## Skocznie
|  | Miejsce      | Skocznia       | Punkt-K | Hill Size | Rekord                     |
|  | ------------ | -------------- | ------- | --------- | -------------------------- |
|  | Lahti,       | Salpausselkä   | K-116   | HS 130    | 135,5 m (Andreas Widhölzl) |
|  | Kuopio,      | Puijo          | K-120   | HS 127    | 135,5 m (Masahiko Harada)  |
|  | Lillehammer, | Lysgårdsbakken | K-123   | HS 138    | 142 m (Adam Małysz)        |
|  | Oslo,        | Holmenkollen   | K-115   | HS 128    | 136 m Tommy Ingebrigtsen)  |

## Klasyfikacja końcowa 2008
| Poz. | Imię i nazwisko          | Narodowość       | Punkty |
| ---- | ------------------------ | ---------------- | ------ |
| 1    | Gregor Schlierenzauer    | Austria          | 897,6  |
| 2    | Tom Hilde                | Norwegia         | 878,5  |
| 3    | Janne Happonen           | Finlandia        | 876,8  |
| 4    | Janne Ahonen             | Finlandia        | 855,5  |
| 5    | Anders Bardal            | Norwegia         | 854,0  |
| 6    | Thomas Morgenstern       | Austria          | 842,2  |
| 7    | Andreas Kofler           | Austria          | 823,1  |
| 8    | Adam Małysz              | Polska           | 820,2  |
| 9    | Anders Jacobsen          | Norwegia         | 818,7  |
| 10   | Martin Koch              | Austria          | 804,8  |
| 11   | Bjørn Einar Romøren      | Norwegia         | 769,6  |
| 12   | Michael Neumayer         | Niemcy           | 754,5  |
| 13   | Emmanuel Chedal          | Francja          | 730,1  |
| 14   | Matti Hautamäki          | Finlandia        | 729,6  |
| 15   | Michael Uhrmann          | Niemcy           | 729,5  |
| 16   | Wolfgang Loitzl          | Austria          | 728,1  |
| 17   | Shōhei Tochimoto         | Japonia          | 718,6  |
| 18   | Lars Bystøl              | Norwegia         | 685,0  |
| 19   | Taku Takeuchi            | Japonia          | 674,4  |
| 20   | Simon Ammann             | Szwajcaria       | 671,3  |
| 21   | Andreas Küttel           | Szwajcaria       | 659,4  |
| 22   | Jussi Hautamäki          | Finlandia        | 655,3  |
| 23   | Manuel Fettner           | Austria          | 627,6  |
| 24   | Martin Schmitt           | Niemcy           | 621,2  |
| 25   | Georg Späth              | Niemcy           | 603,4  |
| 26   | Radik Żaparow            | Kazachstan       | 588,3  |
| 27   | David Lazzaroni          | Francja          | 555,5  |
| 28   | Arthur Pauli             | Austria          | 544,7  |
| 29   | Roman Koudelka           | Czechy           | 526,9  |
| 30   | Robert Kranjec           | Słowenia         | 498,4  |
| 31   | Noriaki Kasai            | Japonia          | 478,8  |
| 32   | Daiki Itō                | Japonia          | 375,3  |
| 33   | Sebastian Colloredo      | Włochy           | 471,8  |
| 34   | Jernej Damjan            | Słowenia         | 450,3  |
| 35   | Antonín Hájek            | Czechy           | 446,3  |
| 36   | Kamil Stoch              | Polska           | 446,0  |
| 37   | Johan Erikson            | Szwecja          | 437,7  |
| 38   | Dienis Korniłow          | Rosja            | 376,4  |
| 39   | Primož Peterka           | Słowenia         | 371,3  |
| 40   | Andreas Arén             | Szwecja          | 318,6  |
| 41   | Nikołaj Karpienko        | Kazachstan       | 305,7  |
| 42   | Vincent Descombes Sevoie | Francja          | 297,7  |
| 43   | Guido Landert            | Szwajcaria       | 295,2  |
| 44   | Jörg Ritzerfeld          | Niemcy           | 287,3  |
| 45   | Fumihisa Yumoto          | Japonia          | 256,8  |
| 46   | Jure Šinkovec            | Słowenia         | 175,5  |
| 47   | Dmitrij Wasiljew         | Rosja            | 172,4  |
| 48   | Wołodymyr Boszczuk       | Ukraina          | 170,1  |
| 49   | Piotr Żyła               | Polska           | 168,1  |
| 50   | Kenneth Gangnes          | Norwegia         | 162,4  |
| 51   | Andreas Wank             | Niemcy           | 161,5  |
| 52   | Tami Kiuru               | Finlandia        | 159,8  |
| 53   | Kim René Elverum Sorsell | Norwegia         | 142,8  |
| 53   | Ołeksandr Łazarowycz     | Ukraina          | 141,6  |
| 55   | Jan Matura               | Czechy           | 140,6  |
| 56   | Sigurd Pettersen         | Norwegia         | 102,2  |
| 57   | Jakub Janda              | Czechy           | 99,9   |
| 58   | Ilja Roslakow            | Rosja            | 95,8   |
| 59   | Borek Sedlák             | Czechy           | 88,3   |
| 60   | Jurij Tepeš              | Słowenia         | 84,1   |
| 61   | Choi Heung-chul          | Korea Południowa | 76,7   |
| 62   | Maciej Kot               | Polska           | 74,6   |
| 63   | Roar Ljøkelsøy           | Norwegia         | 64,4   |
| 64   | Kim Hyun-ki              | Korea Południowa | 31,0   |